# Der Arzt wider Willen

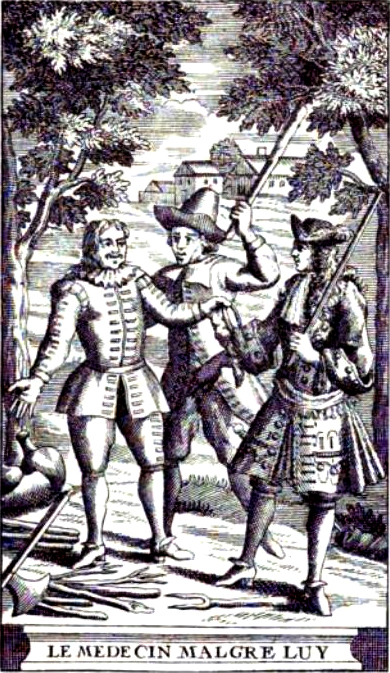
Sganarelle, Valère und Lucas (1. Akt, letzte Szene)
Kupferstich der Ausgabe von 1719

Der Arzt wider Willen (französisch Le médecin malgré lui) ist eine Komödie in drei Akten des französischen Dichters Molière. Die Uraufführung erfolgte am 6. August 1666 im Palais Royal in Paris. Das Stück verbindet Elemente der italienischen Commedia dell’arte mit der französischen Farce und dem mittelalterlichen Fabliau.

## Handlung

### I. Akt
Sganarelle ist ein Holzfäller, der dem Alkohol zugetan ist. Die erste Szene zeigt ihn in einem Ehestreit mit seiner Frau Martine. Nachdem ihr Mann sie verprügelt hat, sinnt sie auf Rache. Sie findet dazu eine Gelegenheit, als sie zufällig auf Valère und Lucas trifft, die auf der Suche nach einem Arzt sind, der die Tochter ihres Meisters von ihrer vorgetäuschten Stummheit heilen soll. Martine behauptet, Sganarelle sei ein berühmter, aber exzentrischer Arzt, der seine berufliche Existenz nur unter Schlägen zugeben würde. Valère und Lucas halten sich an diesen Rat und verprügeln Sganarelle. Mit der Aussicht auf leicht zu verdienendes Geld gibt er gerne zu, ein Arzt zu sein, und begibt sich in das Haus von Géronte.

### II. Akt
Géronte ist verzweifelt, weil seine Tochter Lucinde stumm geworden ist und deshalb die von ihm arrangierte Ehe nicht eingehen kann. Jacqueline, die Amme von Lucinde, hält es für sinnvoller, dass Lucinde ihren Geliebten Léandre heiraten würde. Doch der Vater ist gegen diese Verbindung, da dieser nach seiner Meinung nicht genug Geld in die Ehe einbringt. Die zwei Diener stellen dem Hausherrn den „Arzt“ vor. Er erklärt Géronte in einem wortreichen Brimborium, dass seine Tochter stumm ist, „weil sie die Sprache verloren hat“, und empfiehlt als Medikament in Wein getunktes Brot. Nun tritt Léandre auf, und Sganarelle erklärt sich bereit, ihm bei der Eroberung Lucindes behilflich zu sein.

### III. Akt
Léandre ist nun als Apotheker verkleidet. Auf dem Weg zu Gérontes Haus begegnen er und Sganarelle dem Bauern Thibaut und dessen Sohn Perrin. Thibaut bittet Sganarelle, seine Frau von ihren Beschwerden zu heilen, und der „Arzt“ schlägt als Medizin einen „präparierten Käse“ vor. Nach der Ankunft bei Géronte macht Sganarelle Annäherungsversuche bei Jacqueline. Sie lässt die Patientin holen, und es kommt zum Zusammentreffen mit Léandre. Als Lucinde ihren Liebhaber erblickt, findet sie sofort ihre Sprache wieder, mehr als ihrem Vater recht ist. Als Géronte klar wird, dass seine Tochter auf Sganarelles Rat hin von Léandre entführt worden ist, beschließt er, diesen hängen zu lassen. Es kommt jedoch zu einem Happy End: Léandre berichtet, sein Onkel sei gestorben und er sei sein Alleinerbe. Nun darf er Lucinde heiraten, und Martine und Sganarelle leben weiter als respektables Ärztepaar.

## Entstehungsgeschichte
Unmittelbar nach der Erstellung und Uraufführung des Menschenfeindes im Juni 1666 begann Molière mit der Niederschrift des Arztes wider Willen, auch als Reaktion auf zwei kurze Stücke, die der Schauspieler Brécourt im Hôtel de Bourgogne mit der konkurrierenden Schauspielertruppe aufgeführt hatte.
So kam es zur Entstehung dieser Komödie in drei Akten und in Prosa, die bei der Uraufführung am 6. August 1666 mit großem Erfolg aufgenommen wurde. Über die Rollenverteilung ist nicht viel bekannt. Man weiß, dass Molière den Protagonisten Sganarelle darstellte, und es wird vermutet, dass Armande Béjart Lucinde spielte.

## Adaptionen
Der englische Schriftsteller Henry Fielding erstellte 1732 eine Bearbeitung unter dem Titel The Mock Doctor. Der Komponist Charles Gounod veröffentlichte 1858 eine Oper unter dem originalen Titel Le médecin malgré lui.